# Liste der Biografien/Bent
Liste der Biografien |
Portal Biografien |
Personensuche
# |
A |
B |
C |
D |
E |
F |
G |
H |
I |
J |
K |
L |
M |
N |
O |
P |
Q |
R |
S |
T |
U |
V |
W |
X |
Y |
Z |
?
 
Ba |
Be |
Bd |
Bg |
Bh |
Bi |
Bj |
Bl |
Bm |
Bn |
Bo |
Br |
Bs |
Bu |
Bw |
By |
Bz
 
Bea–Beb |
Bec |
Bed |
Bee |
Bef |
Beg |
Beh |
Bei |
Bej |
Bek |
Bel |
Bem |
Ben |
Beo |
Bep |
Beq |
Ber |
Bes |
Bet |
Beu |
Bev |
Bew |
Bex |
Bey |
Bez
 
Bena |
Benb |
Benc |
Bend |
Bene |
Benf |
Beng |
Benh |
Beni |
Benj |
Benk |
Benl |
Benm |
Benn |
Beno |
Benq |
Benr |
Bens |
Bent |
Benu |
Benv |
Benw |
Beny |
Benz
Die Liste der Biografien führt alle Personen auf, die in der deutschsprachigen Wikipedia einen Artikel haben. Dieses ist eine Teilliste mit 295 Einträgen von Personen, deren Namen mit den Buchstaben „Bent“ beginnt.

## Bent
- Bent, Amel (* 1985), französische Popsängerin
- Bent, Arthur Cleveland (1866–1954), US-amerikanischer Ornithologe
- Bent, Charles (1799–1847), US-amerikanischer Politiker
- Bent, Darren (* 1984), englischer Fußballspieler
- Bent, Geoff (1932–1958), englischer Fußballspieler
- Bent, George (1843–1918), US-amerikanischer Sohn des Pelzhändlers William Bent
- Bent, Iris, australische Radsportlerin
- Bent, James Theodore (1852–1897), britischer Reisender und Archäologe
- Bent, Jason (* 1977), kanadischer Fußballspieler
- Bent, Johnny (1908–2004), US-amerikanischer Eishockeyspieler
- Bent, Lyriq (* 1979), jamaikanisch-kanadischer SchauspielerLyriq Bent (* 1979)

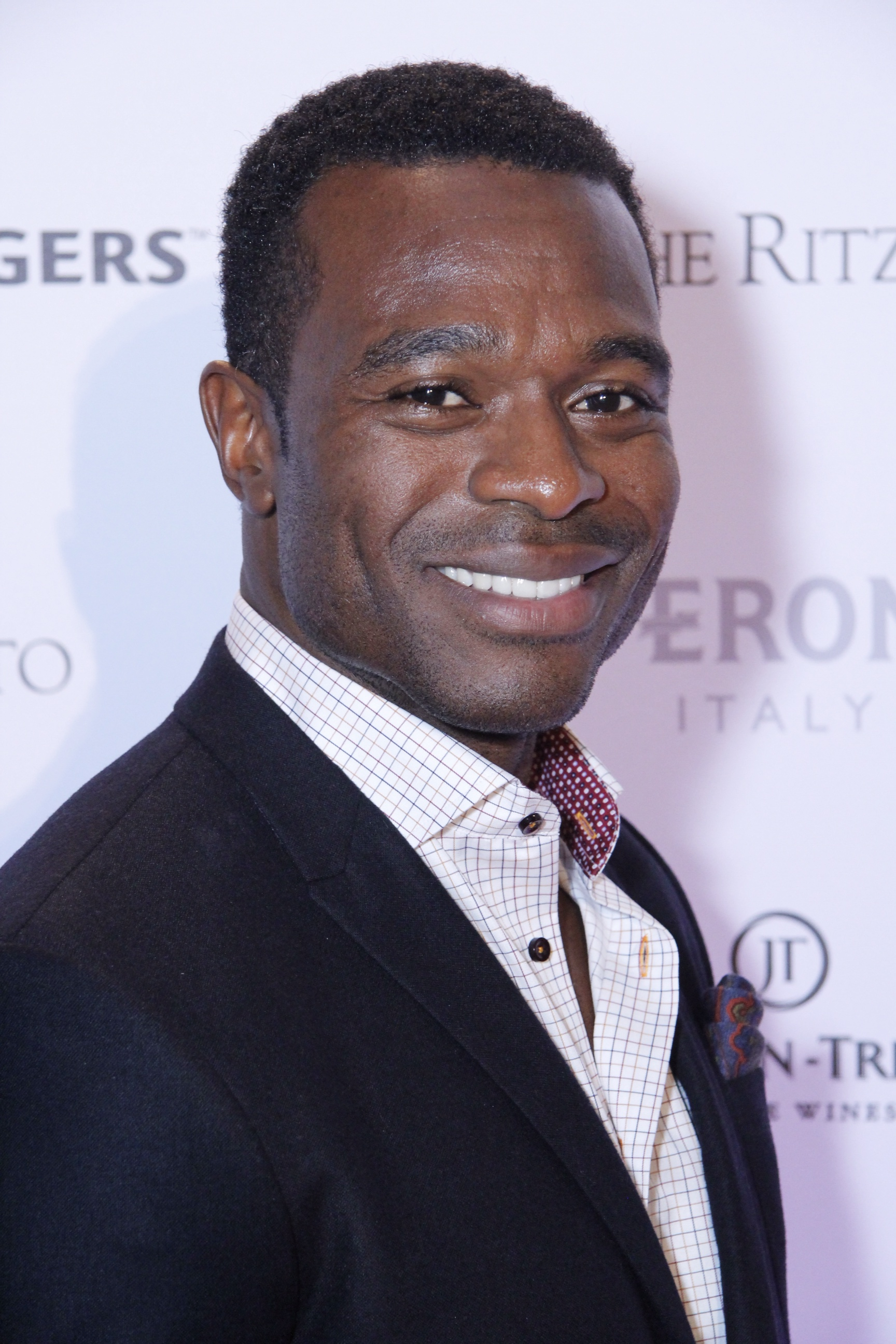
Lyriq Bent (* 1979)

- Bent, Marcus (* 1978), englischer Fußballspieler
- Bent, Michael (1919–2004), englischer Studienkomponist
- Bent, Neisser (* 1976), kubanischer Schwimmer
- Bent, Nike (* 1981), schwedische Skirennläuferin
- Bent, Phillip (* 1964), britischer Jazz-Flötist
- Bent, Steve (* 1961), britischer Radrennfahrer

### Benta
- Bentaleb, Nabil (* 1994), algerischer FußballspielerNabil Bentaleb (* 1994)

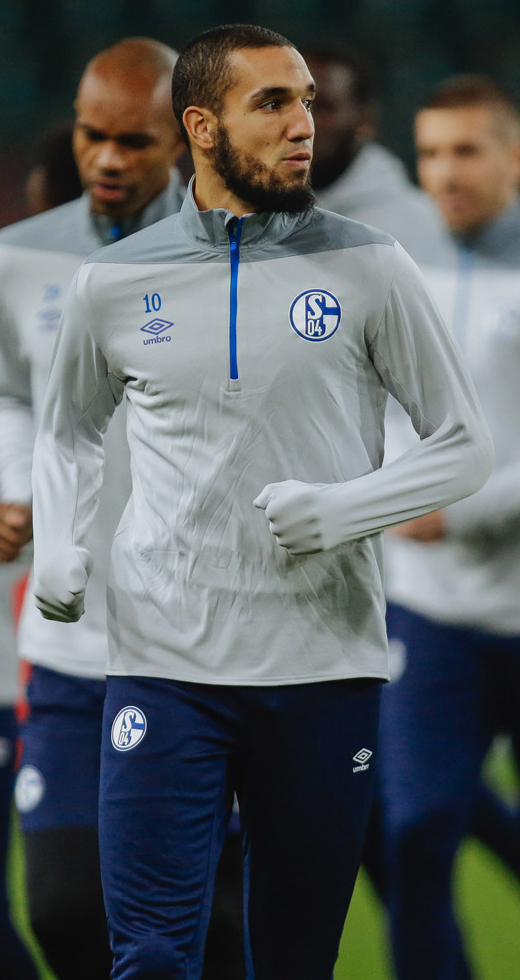
Nabil Bentaleb (* 1994)

- Bentancor, Raúl (1930–2012), uruguayischer Fußballspieler und -trainer
- Bentancourt, Rubén (* 1993), uruguayischer Fußballspieler
- Bentancur, Pablo (* 1989), uruguayischer Fußballspieler
- Bentancur, Patricia (* 1963), uruguayische Künstlerin und Kuratorin
- Bentancur, Rodrigo (* 1997), uruguayischer Fußballspieler

### Bente
- Bente, Björn (1974–2023), deutscher Schachspieler
- Bente, Gary (* 1951), deutscher Psychologe
- Bente, Hermann (1896–1970), deutscher Wirtschaftswissenschaftler
- Bente, Jörg (* 1958), deutscher Orgelbauer
- Bente, Karl-Heinz (1941–1984), deutscher Fußballspieler
- Bente, Wolfgang (* 1927), deutscher Diplomat
- Bentejac, Dominique (1944–2022), französischer Reiter
- Benteke, Christian (* 1990), belgischer Fußballspieler
- Benteke, Jonathan (* 1995), belgisch-kongolesischer Fußballspieler
- Bentele, Dominik (* 1991), deutscher Fußballspieler
- Bentele, Fidelis (1830–1901), deutscher Tier-, Historien- und Kirchenmaler
- Bentele, Fidelis (1905–1987), deutscher Bildhauer
- Bentele, Günter (* 1948), deutscher Kommunikationswissenschaftler
- Bentele, Günther (* 1941), deutscher Schriftsteller
- Bentele, Hermann (1923–2014), deutscher Grafiker, Designer und Hochschullehrer
- Bentele, Hildegard (* 1976), deutsche Beamtin und Politikerin (CDU), MdA
- Bentele, Karlheinz (* 1947), deutscher Verwaltungswissenschaftler und Politiker (SPD)
- Bentele, Max (1825–1893), deutscher Kunstmaler
- Bentele, Menia (* 2001), Schweizer Beachvolleyballspielerin
- Bentele, Michael (* 1956), deutscher Schauspieler, Regisseur und Musiker
- Bentele, Verena (* 1982), deutsche WintersportlerinVerena Bentele (* 1982)

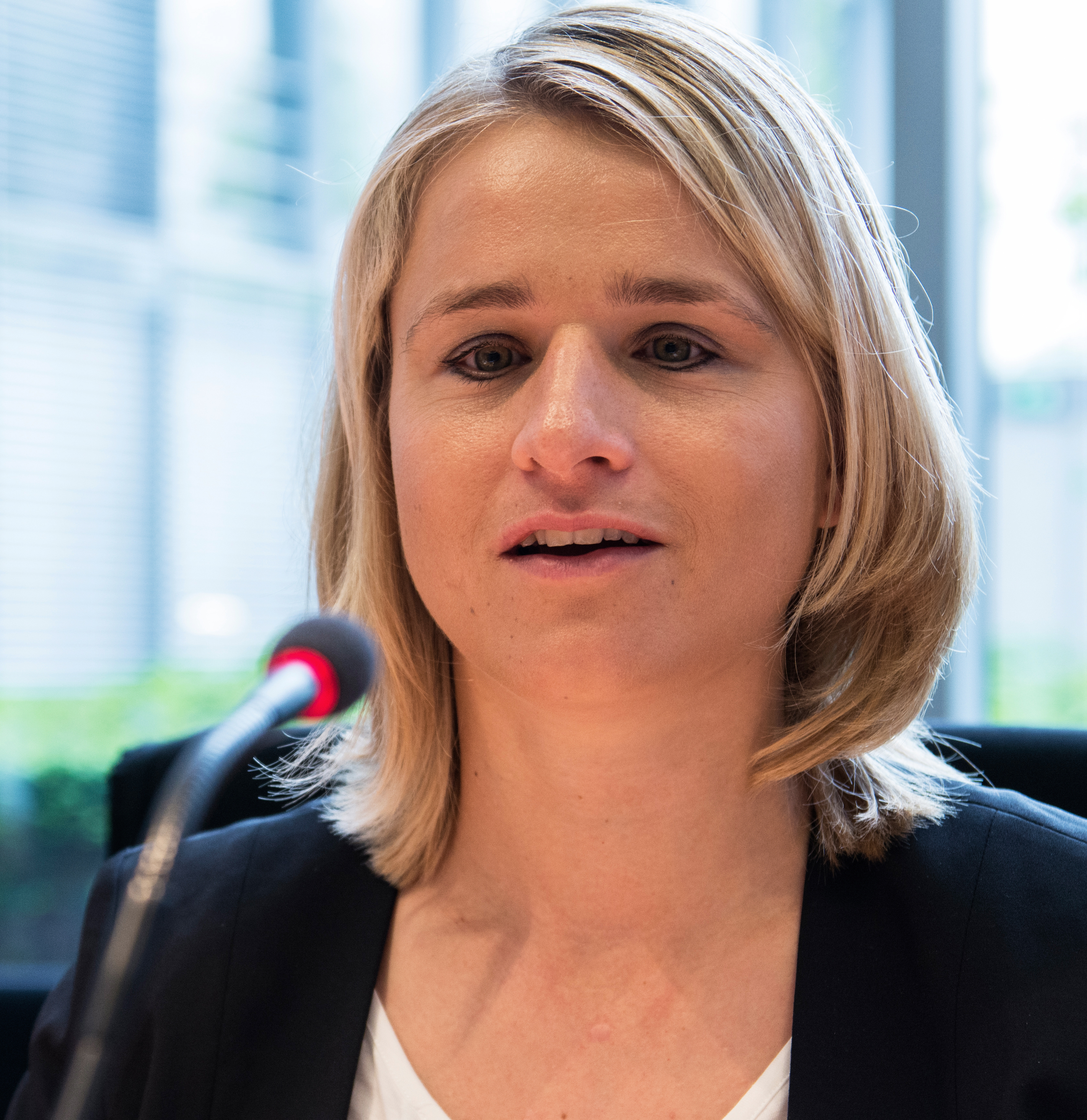
Verena Bentele (* 1982)

- Benteli, Wilhelm Bernhard (1839–1924), Schweizer Maler, Aquarellist, Zeichner und Kunstlehrer
- Bentem, Alan van (* 1986), niederländischer Eishockeyspieler
- Bentem, Martin van (* 1980), niederländischer Tänzer
- Benter, Lutz (* 1945), deutscher Ruderer
- Benter, Thorsten (* 1962), deutscher Physikochemiker
- Benter, Uwe (* 1955), deutscher Ruderer
- Benter, William (* 1957), US-amerikanischer und Hongkong-Profispieler und Philanthrop
- Bentes de Oliveira Pinto, Rita (* 2000), portugiesische Tennisspielerin
- Bentes, Asdrubal (1939–2020), brasilianischer Politiker
- Bentes, Guilherme (* 1973), portugiesischer Judoka
- Bentešina, König von Amurru

### Bentf
- Bentfeld, Jo (* 1932), deutscher ReiseschriftstellerJo Bentfeld (* 1932)

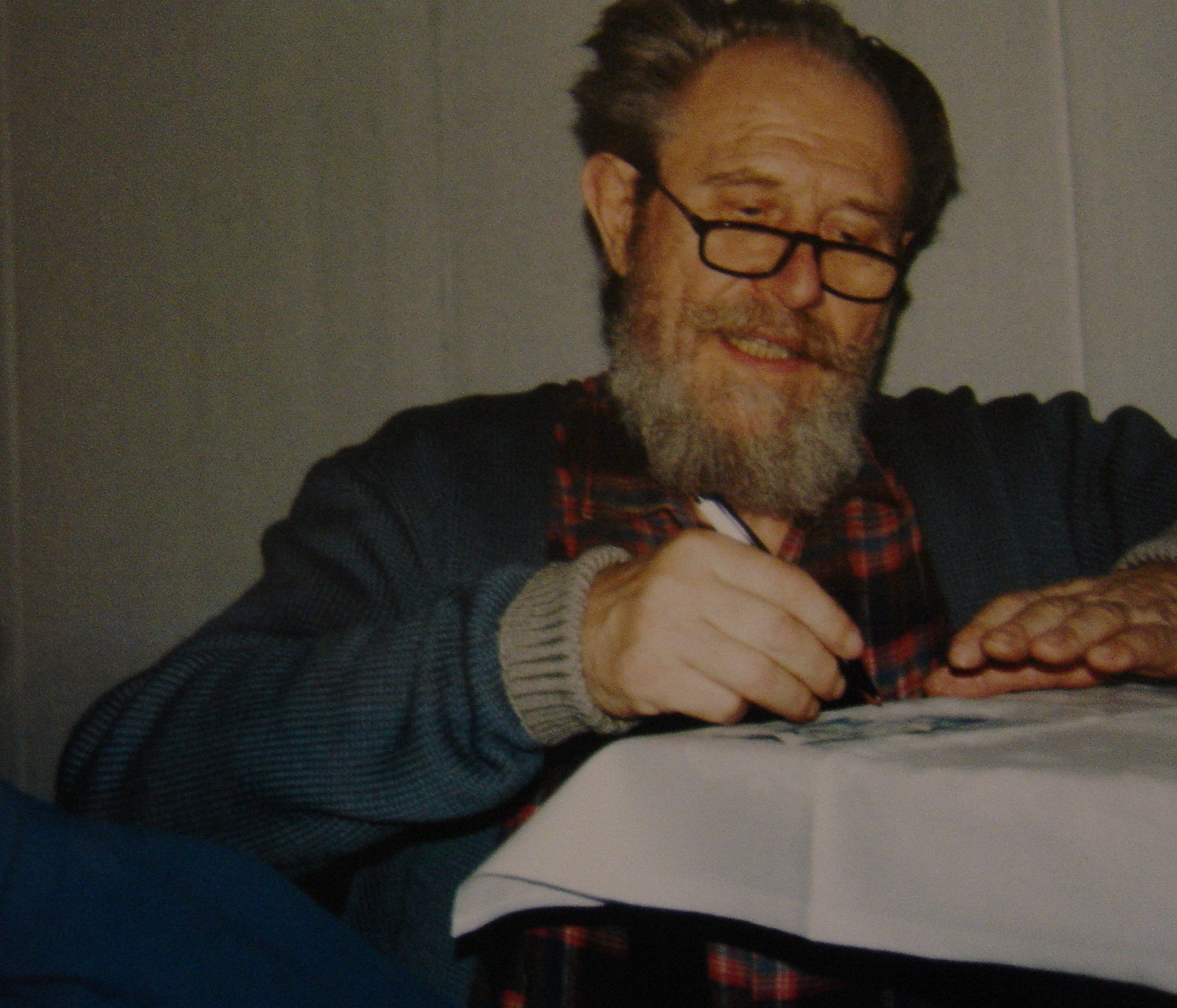
Jo Bentfeld (* 1932)

### Bentg
- Bentgens, Bernhard (* 1956), deutscher Komponist, Dirigent, Singer-Songwriter, Chorleiter, und Conférencier

### Benth
- Benth, Katia (* 1975), französische Leichtathletin
- Benthack, Hans-Georg (1894–1973), deutscher Generalmajor
- Benthall, Gilbert (1880–1961), britischer Graphiksammler und Amateurkunsthistoriker
- Bentham, George (1800–1884), britischer Botaniker
- Bentham, Isaac (1886–1917), britischer Wasserballspieler
- Bentham, Jeremy (1748–1832), englischer Philosoph und SozialreformerJeremy Bentham (1748–1832)

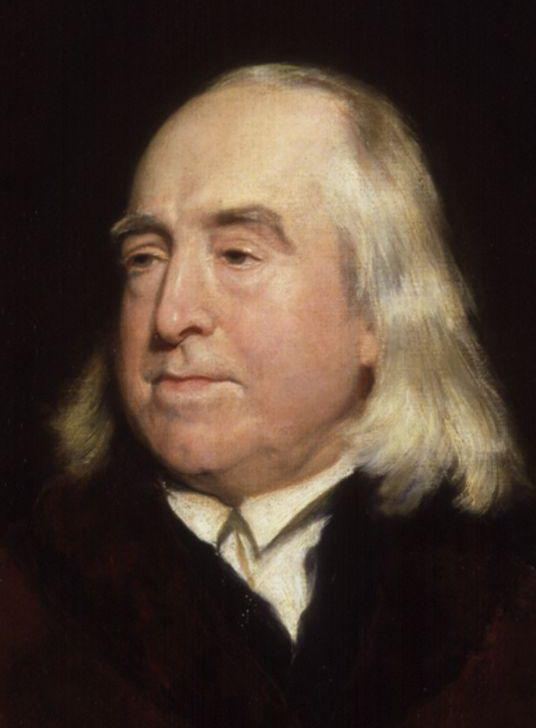
Jeremy Bentham (1748–1832)

- Bentham, Nicky, australische Filmproduzentin
- Bentham, Rosie (* 2001), britische Schauspielerin
- Bentham, Samuel (1757–1831), britischer Ingenieur, Schiffsarchitekt und Seeoffizier
- Benthaus, Friedrich (1884–1978), deutscher Manager des Steinkohlenbergbaus
- Benthaus, Helmut (* 1935), deutscher Fußballspieler und -trainer
- Bentheim und Steinfurt, Alexis Prinz zu (1922–1943), deutscher Jagdflieger
- Bentheim und Steinfurt, Alexis zu (1845–1919), deutscher Standesherr und preußischer Generalleutnant
- Bentheim und Steinfurt, Alexius zu (1781–1866), deutscher Standesherr
- Bentheim und Steinfurt, Julius zu (1815–1857), deutscher Offizier und Abgeordneter
- Bentheim und Steinfurt, Ludwig Wilhelm Geldricus Ernst zu (1756–1817), Fürst zu Bentheim und Steinfurt
- Bentheim und Steinfurt, Ludwig zu (1812–1890), deutscher Standesherr und Generalleutnant
- Bentheim und Steinfurt, Victoria zu (1887–1961), deutsche Architektin
- Bentheim und Steinfurt, Viktor Adolf zu (1883–1961), deutscher Adliger
- Bentheim und Steinfurt, Wilhelm Friedrich Belgicus von (1782–1839), österreichischer Feldmarschallleutnant
- Bentheim, Alexander von (1931–2006), deutscher Fernsehjournalist
- Bentheim, Constantin von (1886–1975), deutscher Unternehmer und Angehöriger der Schwarzen Front
- Bentheim, Georg Ferdinand von (1807–1884), preußischer General der Infanterie
- Bentheim, Irina von (* 1962), deutsche Schauspielerin und Synchronsprecherin
- Bentheim, Johann Conrad von († 1738), deutscher Hofbeamter
- Bentheim, Lüder von († 1613), Bremer Steinhändler und Architekt der Weserrenaissance
- Bentheim, Nicolai von (1960–2001), deutscher Schauspieler
- Bentheim, Nicolaus zu (1925–2020), deutscher Maler
- Bentheim, Otto von (1327–1379), Dompropst in Münster und Graf von Bentheim
- Bentheim, Wilhelm von (1768–1840), preußischer Generalmajor, Direktor in das Militär-Knaben-Erziehungsinstitut in Annaburg
- Bentheim-Steinfurt, Caroline von (1759–1834), deutsche Schriftstellerin
- Bentheim-Steinfurt, Karl Paul Ernst von (1729–1780), Graf von Steinfurt
- Bentheim-Steinfurt, Wilhelm Heinrich von (1584–1632), Mitglied der Fruchtbringenden Gesellschaft, Graf, Domherr in Straßburg
- Bentheim-Tecklenburg, Adolf zu (1889–1967), deutscher Adeliger, fünfter Fürst des Hauses Bentheim-Tecklenburg
- Bentheim-Tecklenburg, Gustav zu (1849–1909), westfälischer Standesherr und Mitglied des Preußischen Herrenhauses
- Bentheim-Tecklenburg, Maximilian zu (* 1969), deutscher Unternehmer und KunsthistorikerMaximilian zu Bentheim-Tecklenburg (* 1969)

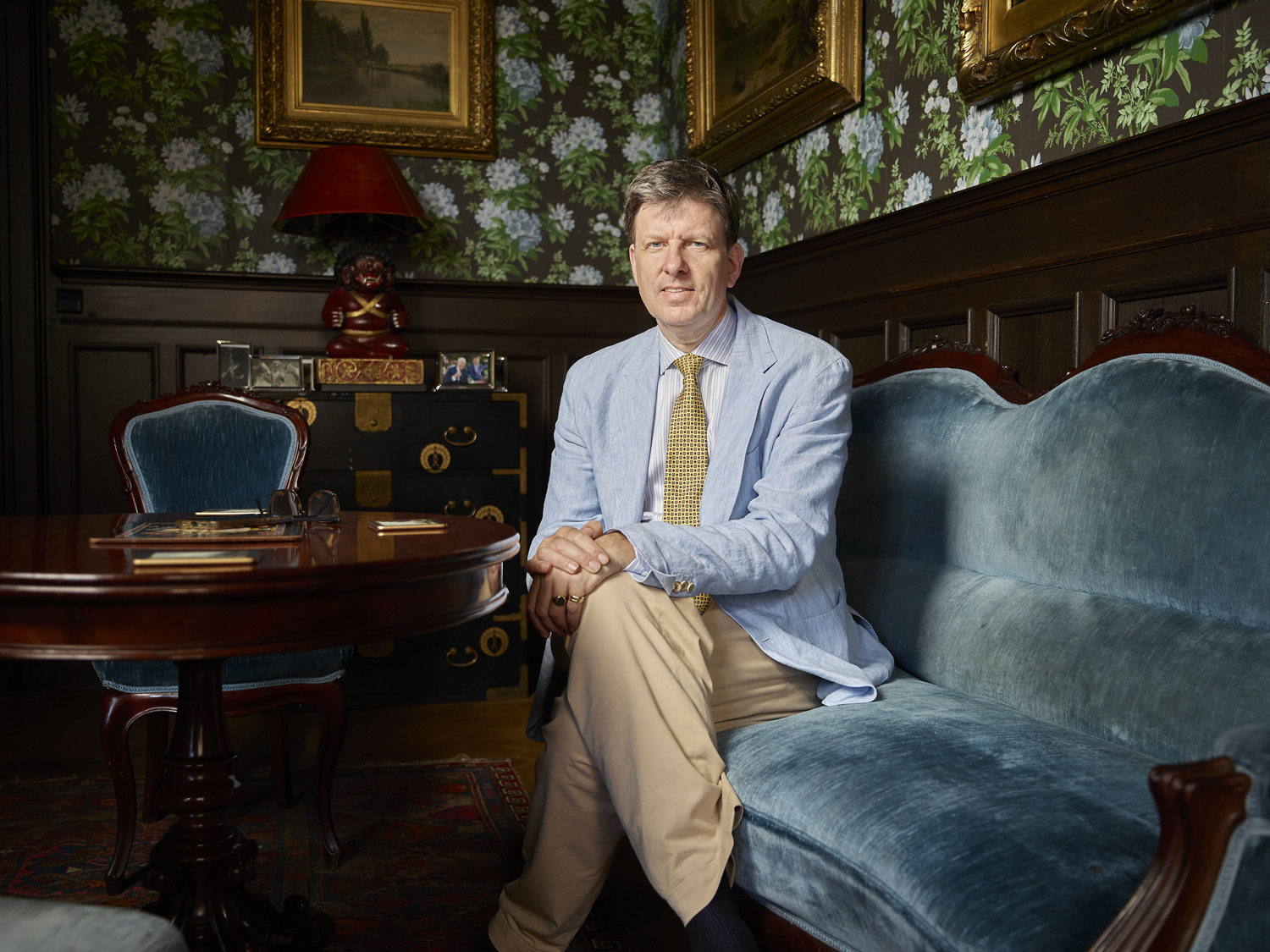
Maximilian zu Bentheim-Tecklenburg (* 1969)

- Bentheim-Tecklenburg, Moritz Kasimir IV. zu (1795–1872), Standesherr der Herrschaften Rheda und Limburg
- Bentheim-Tecklenburg, Moritz-Casimir zu (1923–2014), deutscher Forstwirt und Unternehmer, Oberhaupt des Hauses Bentheim-Tecklenburg
- Bentheim-Tecklenburg-Rheda, Adolf zu (1804–1874), preußischer Generalleutnant
- Bentheim-Tecklenburg-Rheda, Peter zu (1916–1987), deutscher Kaufmann, Präsident der Johanniter-Unfall-Hilfe
- Benthem Jutting, Woutera van (1899–1991), niederländische Malakologin
- Benthem, Hinrich Ludolf (1661–1723), deutscher lutherischer Theologe und Generalsuperintendent
- Benthem, Johan van (* 1949), niederländischer Logiker
- Benthien, Bruno (1930–2015), deutscher Geograph, Politiker (LDPD, FDP), MdV und Tourismusminister der DDR
- Benthien, Clara (1887–1962), deutsche Hutmacherin und Inhaberin eines Künstlerlokals in Hamburg
- Benthien, Claudia (* 1965), deutsche Germanistin und Hochschullehrerin
- Benthien, George Diederich (1767–1836), niederländischer Pontonieroffizier
- Benthien, Heinz (1917–1981), deutscher Tischtennisspieler
- Benthien, Paul (1914–1982), deutscher Tischtennisspieler und Sportfunktionär
- Benthien, Willy, Theaterschauspieler
- Benthin, Kurt (* 1912), deutscher Fußballspieler und Fußballtrainer
- Benthin, Manuel (* 1979), deutscher Fußballspieler
- Benthin, Michael (* 1958), deutscher SchauspielerMichael Benthin (* 1958)

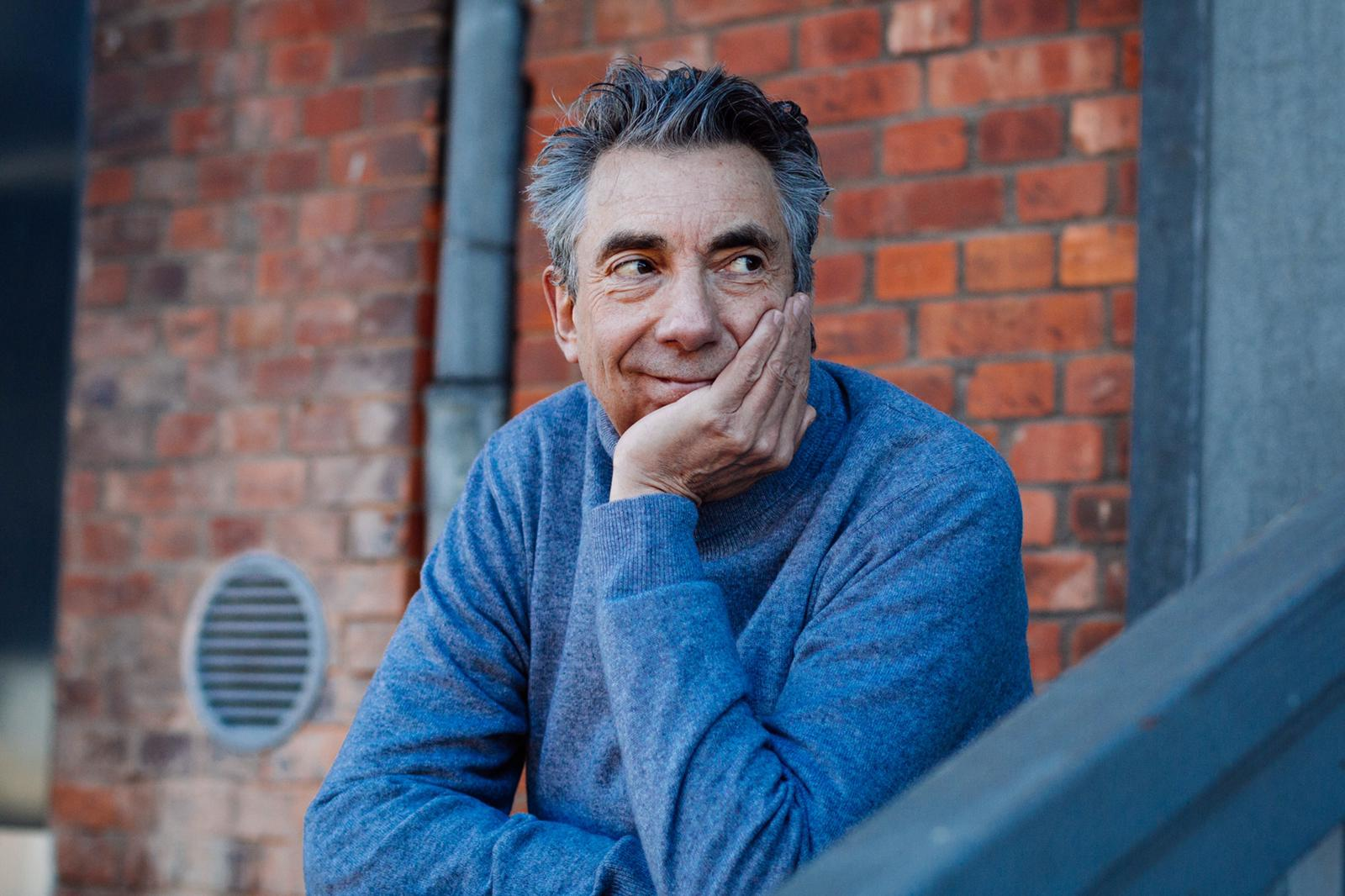
Michael Benthin (* 1958)

- Benthin, Rainer (* 1961), deutscher Politikwissenschaftler
- Benthin, Steffen (* 1970), deutscher Fußballspieler und Polizist
- Benthin, Steve (* 1982), deutscher Bodybuilder
- Benthin, Walther (1882–1950), deutscher Mediziner und Hochschullehrer

### Benti
- Benti, Galeazzo (1923–1993), italienischer Schauspieler
- Benția, Gheorghe (* 1897), rumänischer Rugbyspieler
- Bentil, Emanuel (* 1978), ghanaischer Fußballspieler
- Bentinck und Waldeck-Limpurg, Wilhelm Friedrich Karl Heinrich von (1880–1958), württembergischer Standesherr und Landtagsabgeordneter
- Bentinck van Nijenhuis, Arnold Adolf (1798–1868), niederländischer Diplomat und Politiker, Außenminister, Staatsminister, Gesandter in Belgien und im Vereinigten Königreich Großbritannien und Irland
- Bentinck van Schoonheten, Adolph Willem Carel (1905–1970), niederländischer Diplomat
- Bentinck, Charles Henry (1879–1955), britischer Diplomat
- Bentinck, Charlotte Sophie (1715–1800), deutsche Adlige
- Bentinck, Henry John William (1796–1878), britischer General
- Bentinck, Henry, 11. Earl of Portland (1919–1997), britischer Politiker und Peer
- Bentinck, Johann Wilhelm, 1. Earl of Portland (1648–1709), niederländisch-englischer Höfling und Diplomat
- Bentinck, Margaret Cavendish (1715–1785), britische Kunstsammlerin
- Bentinck, Timothy, 12. Earl of Portland (* 1953), britischer Adliger, Schauspieler, Synchronsprecher und Komponist
- Bentinck, Wilhelm (1704–1774), Adeliger und Diplomat
- Bentinck, Wilhelm Gustav Friedrich (1762–1835), Erb- und Landesherr der Herrschaft Kniphausen, Edler Herr zu Varel und Herr zu Doorwerth, Rhoon und PendrechtWilhelm Gustav Friedrich Bentinck (1762–1835)

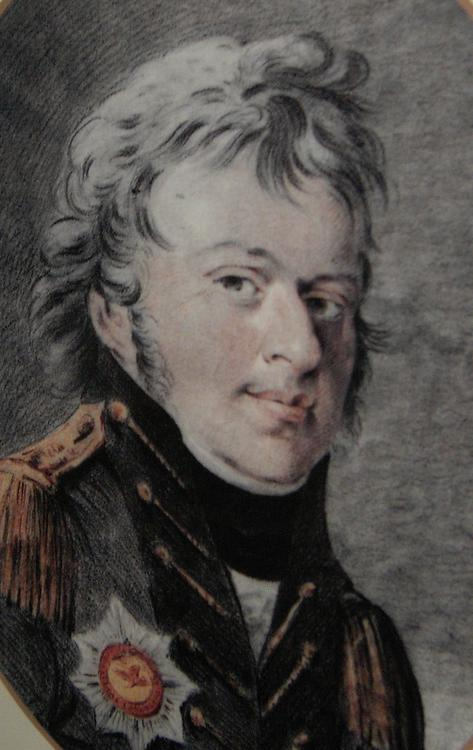
Wilhelm Gustav Friedrich Bentinck (1762–1835)

- Bentinck, Wilhelm Karl Philipp Otto von (1848–1912), württembergischer Standesherr und Landtagsabgeordneter
- Bentivegna, Accursio (* 1996), italienischer Fußballspieler
- Bentivegna, Rosario (1922–2012), italienischer Partisan, Arzt und Autor
- Bentivegni, Franz Eccard von (1896–1958), deutscher Generalleutnant im Zweiten Weltkrieg
- Bentivegni, Ina von (1855–1929), deutsche Schriftstellerin und Lehrerin
- Bentivoglio, Annibale († 1663), italienischer römisch-katholischer Geistlicher, Titularbischof und päpstlicher Diplomat
- Bentivoglio, Cornelio (1668–1732), italienischer Kurienkardinal
- Bentivoglio, Fabrizio (* 1957), italienischer Schauspieler
- Bentivoglio, Francesca (1468–1504), Gattin von Galeotto Manfredi, Herr von Faenza
- Bentivoglio, Guido (1579–1644), italienischer Kardinal
- Bentivoglio, Guido Luigi (1899–1978), italienischer Geistlicher, Erzbischof von Catania
- Bentivoglio, Mirella (1922–2017), italienische Dichterin der Visuellen und Konkreten Poesie
- Bentivoglio, Sean (* 1985), italo-kanadischer Eishockeyspieler
- Bentivoglio, Simone (* 1985), italienischer Fußballspieler
- Bentivolio, Kerry (* 1951), US-amerikanischer Politiker

### Bentk
- Bentkämper, Petra (* 1961), deutsche Industriekauffrau und seit 2019 Präsidentin des Deutschen Landfrauenverbandes (dlv)
- Bentkowski, Wladislaw (1817–1887), polnischer Publizist, MdPrA und Aufständischer

### Bentl
- Bentlage, Arnold (1896–1969), deutscher Kapitän zur See der Kriegsmarine und Heimatforscher
- Bentlage, Johannes (1888–1950), Landrat des Kreises Hamm (1926–1933)
- Bentlage, Josephine Gertrud (* 1849), deutsche Schriftstellerin
- Bentlage, Margarete zur (1891–1954), deutsche Schriftstellerin
- Bentler, Andrew (* 1978), US-amerikanischer Filmeditor, Filmregisseur, Filmproduzent und Drehbuchautor
- Bentler, Markus (* 1953), deutscher Militär, Generalmajor der Bundeswehr
- Bentley, Alf (1887–1940), englischer Fußballspieler
- Bentley, Alison (1957–2023), britische Jazzmusikerin (Gesang) und Autorin
- Bentley, Alvin Morell (1918–1969), US-amerikanischer Politiker
- Bentley, Beverly (1930–2018), US-amerikanische Schauspielerin
- Bentley, Bonnie (* 1979), US-amerikanische Schauspielerin in Film und Fernsehen
- Bentley, Charles (1929–2017), US-amerikanischer Geophysiker und Polarforscher
- Bentley, Cindy (* 1957), US-amerikanische Sportlerin, Medaillengewinnerin bei Special Olympics International World Games
- Bentley, Clint (* 1985), US-amerikanischer Filmregisseur, Filmproduzent und Drehbuchautor
- Bentley, David (1935–2020), britischer Theologe; Bischof von Gloucester
- Bentley, David (* 1984), englischer Fußballspieler
- Bentley, Derek (1933–1953), britischer Jugendlicher, der einem Justizirrtum zum Opfer fiel
- Bentley, Diana (* 1965), kanadische Schauspielerin, Produzentin und DrehbuchautorinDiana Bentley (* 1965)

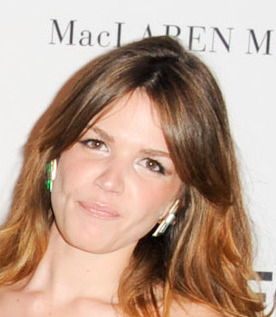
Diana Bentley (* 1965)

- Bentley, Dierks (* 1975), US-amerikanischer Country-Sänger
- Bentley, Doug (1916–1973), kanadischer Eishockeyspieler
- Bentley, E. C. (1875–1956), britischer Schriftsteller
- Bentley, Elizabeth (1908–1963), US-amerikanische Agentin für die Sowjetunion
- Bentley, Eric (1916–2020), US-amerikanischer Autor, Brecht-Übersetzer
- Bentley, Fonzworth (* 1974), US-amerikanischer Hip-Hop-Künstler und Modedesigner
- Bentley, Gladys (1907–1960), US-amerikanische Blues-Sängerin und Entertainerin
- Bentley, Helen Delich (1923–2016), US-amerikanische Politikerin
- Bentley, Henry Wilbur (1838–1907), US-amerikanischer Jurist und Politiker
- Bentley, John (1860–1918), englischer Fußballspieler, -trainer und -manager
- Bentley, John (1916–2009), britischer Schauspieler
- Bentley, Jon (* 1953), US-amerikanischer Informatiker
- Bentley, Jude (1978–2020), guyanischer Radsportler
- Bentley, Lamont (1973–2005), US-amerikanischer Schauspieler und Rapper
- Bentley, Lisa (* 1968), kanadische Triathletin und elfmalige Ironman-Siegerin
- Bentley, Matt (* 1979), US-amerikanischer Wrestler
- Bentley, Max (1920–1984), kanadischer Eishockeyspieler
- Bentley, Michael A., britischer Kernphysiker
- Bentley, Naomi (* 1982), britische oder australische Schauspielerin
- Bentley, Randall (* 1991), US-amerikanischer Schauspieler
- Bentley, Richard (1662–1742), englischer klassischer Philologe und Textkritiker
- Bentley, Robert (1821–1893), britischer Arzt und Botaniker
- Bentley, Robert J. (* 1943), US-amerikanischer Politiker
- Bentley, Roy (1924–2018), englischer Fußballspieler und Fußballtrainer
- Bentley, Russell (* 1960), US-amerikanischer Veteran und Youtuber
- Bentley, Samantha (* 1987), britische Pornodarstellerin, Model und Schauspielerin
- Bentley, Walter Owen (1888–1971), britischer Rennfahrer und Unternehmer
- Bentley, Wes (* 1978), US-amerikanischer SchauspielerWes Bentley (* 1978)

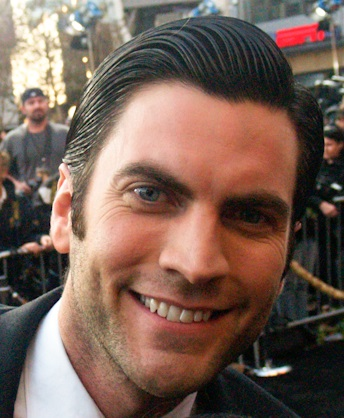
Wes Bentley (* 1978)

- Bentley, William (1927–1998), britischer Diplomat
- Bentley, Wilson (1865–1931), US-amerikanischer Fotograf und Schneeflockenforscher
- Bentley-Krause, Verna Mae (* 1951), amerikanisch-deutsche Sängerin

### Bentm
- Bentmann, Reinhard (1939–2025), deutscher Kunsthistoriker und Denkmalpfleger

### Bento
- Bento (* 1999), brasilianisch-italienischer Fußballtorhüter
- Bento Pessoa, José (1874–1954), portugiesischer Radrennfahrer
- Bento, Bento, angolanischer Politiker
- Bento, José (* 1946), portugiesischer Badmintonspieler
- Bento, Kauam (* 1993), brasilianischer Dreispringer
- Bento, Manuel (1948–2007), portugiesischer Fußballtorhüter
- Bento, Mariana (* 2001), portugiesische Leichtathletin
- Bento, Paulo (* 1969), portugiesischer Fußballspieler und -trainer
- Bento, Sava (* 1991), portugiesischer Fußballspieler
- Bento, Serge (* 1931), französischer Schauspieler
- Bentoglio, Gabriele Ferdinando (* 1962), italienischer Ordensgeistlicher
- Bentoiu, Pascal (1927–2016), rumänischer Komponist
- Benton, Anya, russisch-amerikanische Schauspielerin und Model
- Benton, Barbi (* 1950), US-amerikanisches Model
- Benton, Bernard (* 1957), US-amerikanischer Boxer
- Benton, Bill W., US-amerikanischer Tontechniker
- Benton, Brook (1931–1988), US-amerikanischer R&B-Sänger und Songschreiber
- Benton, Charles S. (1810–1882), US-amerikanischer Jurist und Politiker
- Benton, Dave (* 1951), estnischer Sänger
- Benton, Denée (* 1991), US-amerikanische Schauspielerin und SängerinDenée Benton (* 1991)

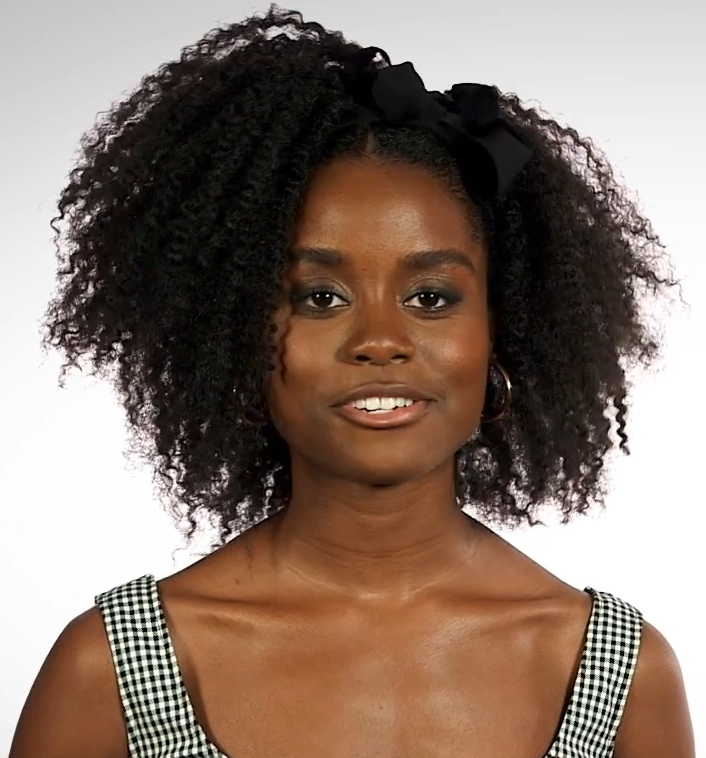
Denée Benton (* 1991)

- Benton, Fletcher (1931–2019), US-amerikanischer Bildhauer
- Benton, Franz (* 1952), deutscher Singer-Songwriter
- Benton, Gabriele (1903–1989), österreichisch-US-amerikanische Romanistin
- Benton, George (1933–2011), US-amerikanischer Boxer und Boxtrainer
- Benton, George Oliver (1915–2001), US-amerikanischer Politiker
- Benton, Glen (* 1967), US-amerikanischer Bassist und Sänger von DeicideGlen Benton (* 1967)

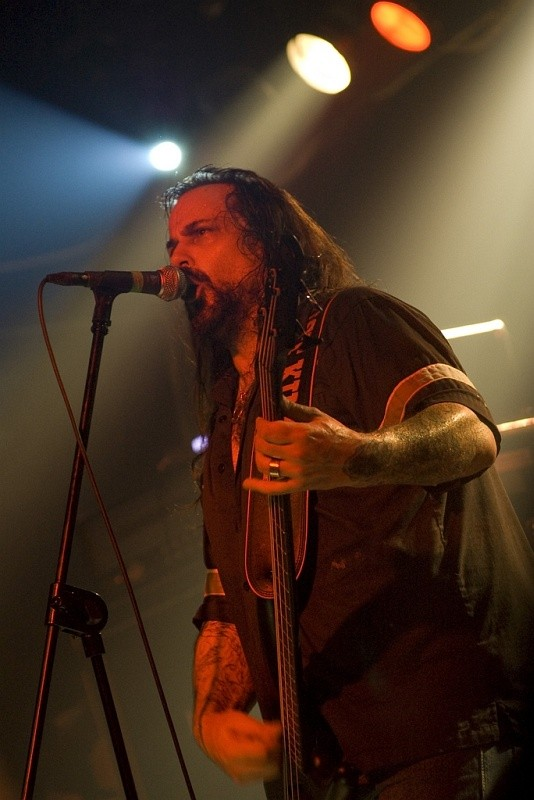
Glen Benton (* 1967)

- Benton, Jacob (1814–1892), US-amerikanischer Politiker
- Benton, Jim (1916–2001), US-amerikanischer American-Football-Spieler
- Benton, John (* 1969), US-amerikanischer Curler
- Benton, José Antonio (1894–1986), deutscher Rechtsanwalt und Schriftsteller
- Benton, Lemuel (1754–1818), US-amerikanischer Politiker
- Benton, Linn Boyd (1844–1932), US-amerikanischer Ingenieur, Erfinder, Typograf und Schriftgießerei-Leiter
- Benton, Maecenas Eason (1848–1924), US-amerikanischer Politiker
- Benton, Merv (* 1942), australischer Rock-’n’-Roll-Sänger
- Benton, Michael J. (* 1956), britischer Paläontologe
- Benton, Mike (* 1980), US-amerikanischer Basketballspieler
- Benton, Morris Fuller (1872–1948), US-amerikanischer Ingenieur und Typograf
- Benton, Nathaniel S. (1792–1869), US-amerikanischer Jurist und Politiker
- Benton, Oscar (1949–2020), niederländischer Sänger
- Benton, Philip Askell (1880–1918), britischer Kolonialbeamter in Nigeria (Bornu)
- Benton, Robert (1932–2025), US-amerikanischer Regisseur, Drehbuchautor und Filmproduzent
- Benton, Robert R. (1924–2003), US-amerikanischer Filmarchitekt und Ausstatter
- Benton, Samuel (1820–1864), Brigadegeneral der Armee der Konföderierten Staaten von Amerika im Sezessionskrieg
- Benton, Stephen A. (1941–2003), amerikanischer Physiker
- Benton, Ted (* 1942), britischer Sozialwissenschaftler
- Benton, Thomas Hart (1782–1858), US-amerikanischer Politiker
- Benton, Thomas Hart (1889–1975), US-amerikanischer Maler
- Benton, Tim, britischer Biologe
- Benton, Walter (1930–2000), US-amerikanischer Jazz-Tenorsaxophonist
- Benton, William Burnett (1900–1973), US-amerikanischer Politiker
- Bentos, Bertil (* 1942), uruguayischer Politiker
- Bentoumi, Mokrane (* 2005), französisch-algerischer Fußballspieler
- Bentov, Mordechaj (1900–1985), israelischer Journalist und Politiker
- Bentow, Max (* 1966), deutscher SchriftstellerMax Bentow (* 1966)

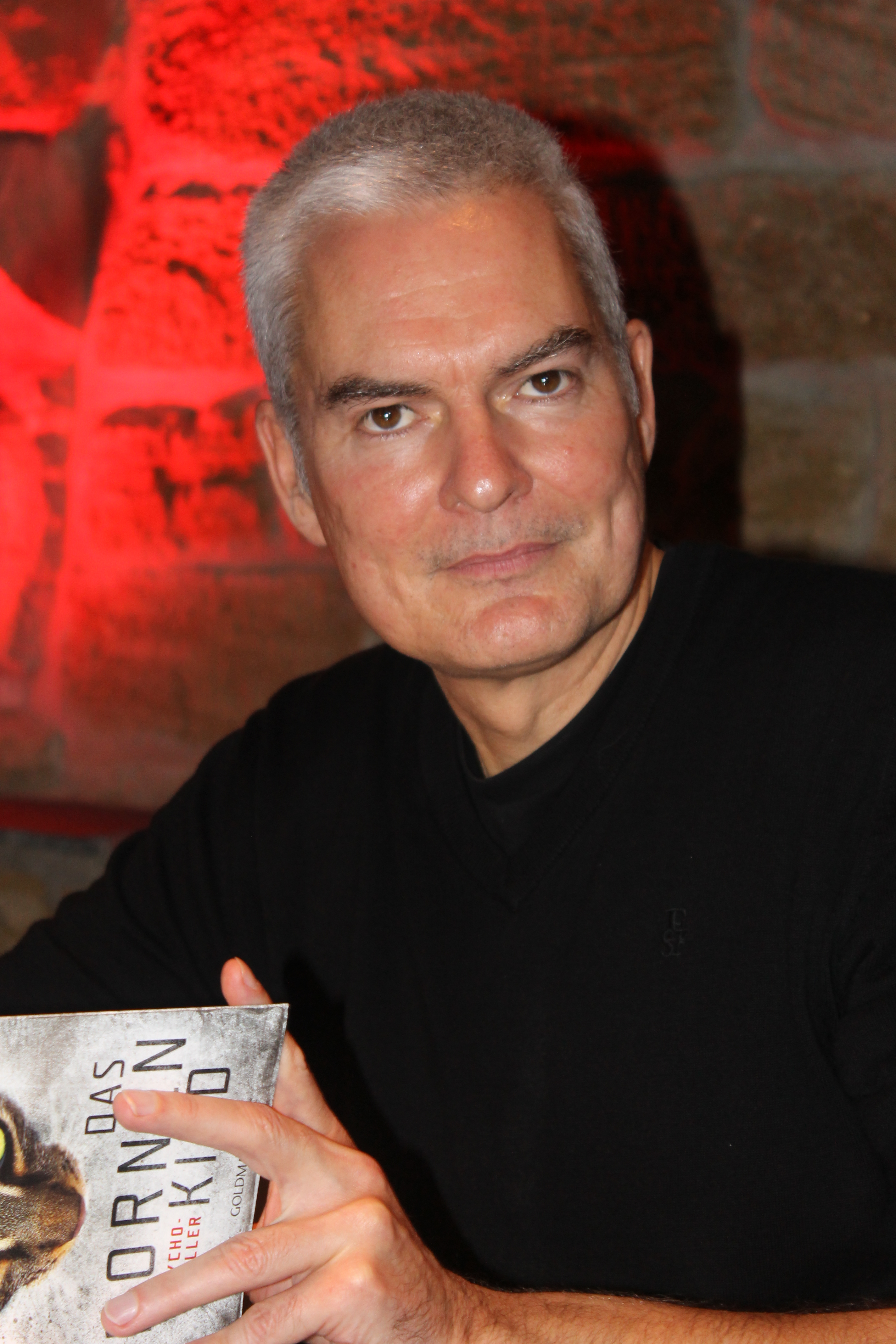
Max Bentow (* 1966)

### Bentr
- Bentrup, Erich (1891–1968), deutscher Architekt
- Bentrup, Hans-Dieter (* 1955), deutscher Fußballspieler
- Bentrup, Hans-Hermann (1937–2024), deutscher Agrarökonom und Staatssekretär (Nordrhein-Westfalen, Brandenburg)

### Bents
- Bentsen, Allan (* 1968), dänischer Tischtennisspieler
- Bentsen, Ken (* 1959), US-amerikanischer Politiker
- Bentsen, Lloyd (1921–2006), US-amerikanischer Politiker
- Bentsen, William (1930–2020), US-amerikanischer Segler
- Bentsur, Shmuel (1906–1973), israelischer Diplomat

### Bentt
- Bentt, Michael (* 1965), US-amerikanischer Schwergewichtsboxer

### Bentu
- Bentu, Aurel (1924–2004), rumänischer Fußballschiedsrichter
- Bentum, Christian Philipp, niederländischer Barockmaler und Freskant
- Bentum, Conny van (* 1965), niederländische Schwimmerin

### Bentv
- Bentveld, Leonie (* 2004), niederländische Radrennfahrerin

### Bentw
- Bentwich, Herbert (1856–1932), britischer Rechtsanwalt und Zionist
- Bentwich, Norman (1883–1971), zionistischer Jurist

### Benty
- Bentyne, Cheryl (* 1954), US-amerikanische Sängerin

### Bentz
- Bentz, Alfred (1897–1964), deutscher Geologe
- Bentz, Cliff (* 1952), US-amerikanischer Politiker der Republikanischen Partei
- Bentz, Coralie (* 1996), französische Skilangläuferin
- Bentz, Friedrich Carl (1799–1864), Bürgermeister
- Bentz, Gisela (1920–2011), deutsche Sportpädagogin und Hochschullehrerin
- Bentz, Gunnar (* 1996), US-amerikanischer Schwimmer
- Bentz, Hans (1921–1993), deutscher Veterinärpharmakologe und Hochschullehrer
- Bentz, Hans G. (1902–1968), deutscher Schriftsteller
- Bentz, Johann (1547–1599), deutscher Stadtphysicus und Leibarzt
- Bentz, Johanna (* 1982), deutsche Dokumentarfilm-Regisseurin
- Bentz, Martin (* 1961), deutscher klassischer Archäologe
- Bentz, Melitta (1873–1950), deutsche Unternehmensgründerin und Erfinderin des Kaffeefilterns
- Bentz, Udo Markus (* 1967), deutscher römisch-katholischer Geistlicher, Erzbischof von PaderbornUdo Markus Bentz (* 1967)

Udo Markus Bentz (* 1967)

- Bentza, Andreas (* 1952), österreichischer Rallycross-Fahrer
- Bentzel, Birgit von (* 1969), deutsche Journalistin und FernsehmoderatorinBirgit von Bentzel (* 1969)

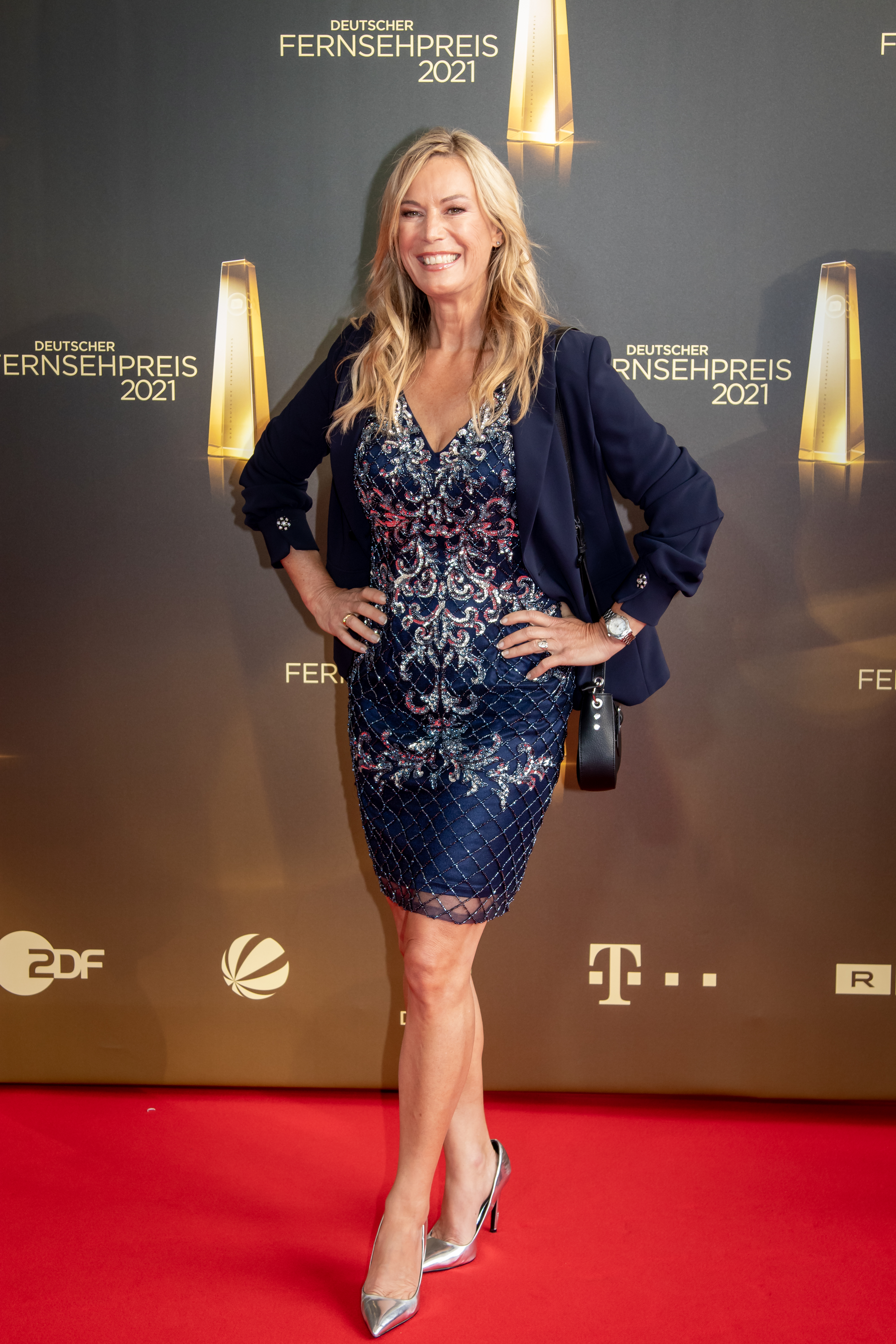
Birgit von Bentzel (* 1969)

- Bentzel-Sternau, Anselm Franz von (1738–1786), Minister von Kurmainz, Kurator und Reorganisator der Alten Universität Mainz
- Bentzel-Sternau, Karl Christian Ernst von (1767–1849), deutscher Staatsmann, Herausgeber und Schriftsteller
- Bentzen, Aage (1894–1953), dänischer lutherischer Theologe und Professor für Altes Testament an der Universität Kopenhagen
- Bentzen, Regnar (1869–1950), dänischer Arzt
- Bentzien, Hans (1927–2015), deutscher Politiker und Funktionär (SED), Minister für Kultur der DDR
- Bentzien, Susanne (* 1957), deutsche Schauspielerin, Schauspiellehrerin und Rezitatorin
- Bentzien, Ulrich (1934–1987), deutscher Philologe, Volkskundler und Heimatforscher
- Bentzin, Benno (1929–1991), deutscher Schauspieler
- Bentzin, Curt (1862–1932), deutscher Unternehmer und Kamerahersteller in Görlitz
- Bentzinger, Rudolf (* 1936), deutscher Germanist
- Bentzmann, Johann (1727–1795), Kaufmann und Bürgermeister von Danzig (1778–1792)
- Bentzon, Adrian (1929–2013), dänischer Jazzmusiker
- Bentzon, Jørgen (1897–1951), dänischer Komponist
- Bentzon, Niels Viggo (1919–2000), dänischer Komponist und Pianist